# The Hunger Games: Sunrise on the Reaping
The Hunger Games: Sunrise on the Reaping és una propera pel·lícula d'acció distòpica estatunidenca. Basada en la novel·la El matí de la sega (Sunrise on the Reaping) del 2025 de Suzanne Collins, serveix com a preqüela de The Hunger Games (2012) i és la sisena entrega de la sèrie de pel·lícules The Hunger Games.
The Hunger Games: Sunrise on the Reaping està previst que s'estrene el 20 de novembre de 2026.